# 思想史
思想史（しそうし、英: History of Ideas）は、思想の歴史。多くの場合、思想家や学者、政治家、民衆などが残した意見に関するテクストを扱う学問を指す。

## 概要
類義語として哲学史、精神史、インテレクチュアル・ヒストリーなどがある。また、ドイツ語圏で発展した概念史、アメリカのアーサー・O・ラヴジョイらが提唱した観念史などが挙げられる。
一般的に「思想史」と呼称する場合は、哲学者（哲学研究者なる呼称も見られる）が純粋な哲学に近い思想を扱う例か、歴史学者が文化史研究の一環として扱う例か、例えば政治学者が政治思想史を研究するように当該分野の研究者が扱う例が多い。あらゆる学問には、その歴史として「○○学史」があるが、その場合は「近代以降に成立した科学としての○○学の歴史」を扱うことがほとんどである。そのため、前近代の学問や科学的方法から逸脱してしまうような思想を扱う場合は、政治思想史、経済思想史、社会思想史、法思想史、教育思想史、科学思想史など、「○○思想史」と呼ぶことがある。

## 個別分野

### 分野別
- 法思想史（法哲学）
- 政治思想史（政治哲学、政治理論）
- 経済思想史（経済哲学）
- 社会思想史（社会哲学）
- 環境思想史（環境哲学）
- 教育思想史（教育哲学）
- 倫理思想史（倫理学、道徳哲学）
- 宗教思想史（宗教哲学） - 日本の思想史学で扱われる主な宗教は神道、仏教、儒教、ユダヤ教、キリスト教、イスラム教である。
  - 神道思想史 - 主に日本思想史の一環として研究される。
  - 仏教思想史（仏教哲学） - 主にインド思想史の一環として研究されるほか、日本仏教思想史、中国仏教思想史などが地域別に研究される。
  - 儒教思想史 - 主に中国思想史の一環として研究される。
  - ユダヤ思想史
  - キリスト教思想史
  - イスラーム思想史（イスラーム哲学） - イスラーム地域の思想史としての側面も強い。

### 地域別
日本の思想史学では、歴史学と同様に日本、東洋、西洋の三分法が一般的である。ただし、一般の用法として「東洋思想」と言えば、中国思想のみを指す場合、日本思想を含める場合、その他に陰謀論、疑似科学、新興宗教思想を指す場合がある。
- 日本思想史（日本思想）
- 西欧思想史（西洋哲学） - 古代ではギリシアとローマ、中世ではキリスト教思想（単に「中世思想」と言った場合、多くは西洋史上の中世を指す）、近現代では英米独仏伊など各国別の研究が主として行われる。特に近代以降の哲学や法学では大陸系（大陸法、大陸哲学）と英米系（英米法、慣習法、英米哲学、分析哲学）の区分も重要である。
- 東洋思想史（東洋哲学） - 東洋では、中国とインドが重要地域とされる。
  - 中国思想史（中国哲学） - 漢学の伝統を引き継ぎ、日本では極めて層の厚い分野である。
  - インド思想史（インド哲学） - 主に仏教を中心として、中国思想と同様に日本では極めて層の厚い分野である。

## 思想史家
思想史家は、哲学史家、歴史家と違いそのアプローチに特徴があり、必ずしもアカデミズムの枠に留まらない。またイギリスのレズリー・スティーヴンのような文学思想史家、アメリカのG・H・ミードのような社会思想史家も存在する。ほかに日本思想史家、政治思想史家、経済思想史家、宗教思想史家、言語思想史家などに分類され得る。法思想史のように法哲学との境界線が定めにくい分野もある。極めて方法論に自覚的な人々だと言えるのが特徴である。なお日本思想史を専攻するものは、日本思想史家と呼ぶことが多い。

### 思想史家一覧
ドイツ・スイス
- ヴィルヘルム・ヴィンデルバント
- エルンスト・カッシーラー
- ヤコブ・ブルクハルト
- マックス・ヴェーバー
- ハインツ・ゴルヴィツァー
- ヴィルヘルム・ディルタイ
- ハンス・ブルーメンベルク
- フリードリヒ・マイネッケ
- アルミン・モーラー

イギリス・アメリカ
- アーサー・ラヴジョイ
- クェンティン・スキナー
- レズリー・スティーヴン
- ジョン・ダン (政治学者)
- アイザイア・バーリン
- アルフレッド・ノース・ホワイトヘッド
- バートランド・ラッセル
- ジョージ・ハーバート・ミード
- ハリー・ハルトゥーニアン
- テツオ・ナジタ

フランス
- ミシェル・フーコー
- ジャン＝フランソワ・ルヴェル

その他の国
- ルートヴィヒ・マルクーゼ
- マックス・ネットラウ - アナーキズムの思想史家。

あ行
- 会田雄次
- 赤松啓介
- 浅羽通明
- 阿部謹也
- 家島彦一
- 家永三郎
- 生松敬三
- 池内恵
- 石田一良
- 色川大吉
- 大塚桂

か行
- 加藤節
- 鹿野政直
- 菅野覚明
- 菅野仁
- 菊池理夫
- 河野有理
- 子安宣邦

さ行
- 斎藤正二
- 坂本多加雄
- 佐藤弘夫
- 下村寅太郎
- 関曠野
- 関嘉彦

た行
- 田丸徳善
- 津田左右吉

な行
- 中野目徹
- 野崎守英

は行
- 橋川文三
- 林達夫
- 林道義
- 原武史
- 半澤孝麿
- 藤原保信
- 藤田省三
- 本間長世

ま行
- 松浦光修
- 松本健一
- 丸山眞男[注 2]
- 水田洋
- 村岡典嗣
- 森和也

や行
- 安丸良夫
- 山折哲雄
- 山田孝雄

わ行
- 渡辺京二
- 和辻哲郎